# Lévocétirizine
 (juillet 2017).
La lévocétirizine ou dichlorhydrate de lévocétirizine  est un antihistaminique de deuxième génération, développé à partir de la cétirizine, un antihistaminique de la même génération. Il est utilisé dans le traitement de l’allergie, des symptômes associés à la rhinite allergique (incluant la rhinite allergique persistante) ainsi que des démangeaisons et rougeurs (urticaire). 
Chimiquement parlant, la lévocétirizine est l'énantiomère actif de la cétirizine, ce qui signifie que l'énantiomére inactif a été supprimé du produit final. Cliniquement parlant, la lévocétirizine n'a donc aucun effet supplémentaire par rapport à la cétirizine.
Le médicament est commercialisé par UCB Pharma sous les noms de Xyzal, Xyzall ou Xozal. Il est également disponible sous forme générique.
Xyzal existe en comprimé de 5 mg et il est commercialisé par UCB Pharma. Xyzal fut lancé en 2001. 
Les médicaments à base de lévocétirizine possèdent un certain nombre d'effets indésirables ; parmi ceux jugés fréquents ou peu fréquents (qui surviennent chez plus de 1 patient traité sur 100) :
- somnolence/endormissement
- maux de tête
- sécheresse de la bouche
- maux de ventre
- épuisement